# 注疏
注疏（ちゅうそ）とは、中国においてある古書を注釈した書物である「注」と、経・注をさらに解釈した書物である「疏」を合わせて呼ぶときの名前である。「注疏」という場合、特に「経書」に関する注と疏を指すことが多い。

## 概要
古代中国において重要な地位を占める儒教に関する古典群のなかでも、聖人によって制作されたとされる「経書」は最重要視されてきた。中国の儒学においては、経書の本文に対し、注釈という形で学者が自らの解釈を示すことが常見される。経書本文に対して直接付された注釈が「注」であり、この経文と注文を合わせて再度解釈を付したものが「疏」である。

### 注
「注」は、主に漢から魏晋の頃、そして南宋の頃に数多く作られた。漢から魏晋の頃の注釈を総称して「旧注」といい、南宋以後に朱子学の影響下で作られた注釈を「新注」という。
注の形式は、当初は注が経文から独立して単行していたようだが、後漢の馬融の『周礼』注以後、経文の間に注釈を差しはさんで書く形式が一般的になった。

### 疏
経文と注文を合わせて再度解釈を付したものが「疏」（義疏・講疏・述義・正義とも）である。疏は、まず南北朝時代に盛行し、これが唐の『五経正義』などに結実し、北宋に『十三経注疏』として整理された。この頃の疏を特に「義疏」と呼ぶ。義疏とは、経書に限らず、仏教経典や道教経典に関する疏を含めた名称である。「注疏」という場合はもっぱら儒教経典、特に経書に関する注釈書を指し、また南北朝時代には限らない。
注疏の形式は、疏文だけが独立して記される「単疏本」と、経文の間に注文・疏文がはさまっている記される「経注疏合刻本」の二種類がある。
その後、清代に入って新たな疏を作る動きが生まれ、新しい疏が数多く著されることとなった。

## 清代の注疏
清代に入り、考証学が盛んになると、新たに進展した経書研究をもとに新しい疏を作ろうとする機運が高まり、個人の学者の手によってそれぞれの経書に対して再び疏が作られることとなった。
清代の注疏も数多く存在するが、ここでは、中華書局の「清人十三経注疏」というシリーズに整理された一連の著作を記す。
| 経書             | 書名               | 著者   |
| ---------------- | ------------------ | ------ |
| 周易             | 『周易集解纂疏』   | 李道平 |
| 尚書             | 『尚書今古文注疏』 | 孫星衍 |
|                  | 『今文尚書考証』   | 皮錫瑞 |
|                  | 『尚書孔伝参正』   | 王先謙 |
| 毛詩             | 『詩毛氏伝疏』     | 陳奐   |
|                  | 『毛詩伝箋通釈』   | 馬瑞辰 |
| 魯詩・韓詩・斉詩 | 『詩三家義集疏』   | 王先謙 |
| 周礼             | 『周礼正義』       | 孫詒譲 |
| 儀礼             | 『儀礼正義』       | 胡培翬 |
| 礼記             | 『礼記訓纂』       | 朱彬   |
| 三礼             | 『礼書通故』       | 黄以周 |
| 大戴礼記         | 『大戴礼記補注』   | 孔広森 |
|                  | 『大戴礼記解詁』   | 王聘珍 |
| 春秋左氏伝       | 『左伝旧注疏証』   | 劉文淇 |
|                  | 『春秋左伝詁』     | 洪亮吉 |
| 春秋公羊伝       | 『公羊義疏』       | 陳立   |
| 春秋穀梁伝       | 『穀梁古義疏』     | 廖平   |
|                  | 『春秋穀梁伝補注』 | 鍾文烝 |
| 論語             | 『論語正義』       | 劉宝楠 |
| 孝経             | 『孝経鄭注疏』     | 皮錫瑞 |
| 孟子             | 『孟子正義』       | 焦循   |
| 爾雅             | 『爾雅義疏』       | 郝懿行 |
|                  | 『爾雅正義』       | 邵晉涵 |